# A vérfarkas (Odaát)
A vérfarkas (Heart) az Odaát című televíziós sorozat második évadjának tizenhetedik epizódja.

## Cselekmény
A fiúk útja San Francisco városába vezet, ahol már hónapok óta különös dolgok történnek: minden egyes holdtölte előtti héten embereket marcangol szét valami, az áldozatok szíve pedig eltűnik. Deannek és Samnek nem kell sok idő, hogy rájöjjenek: egy vérfarkas áll a háttérben.
Miután Sam megnézte a legutóbbi szétszabott embert, egy Nate nevű ügyvédet, Deannel meglátogatnak egy Madison nevű nőt, aki rátalált az áldozatra. Madison elmondja a "nyomozóknak", hogy volt egy Kurt nevű exbarátja, aki egy alkalommal összeverekedett Nate-tel, ennek talán lehet valami köze az ügyhöz.
A fivérek betörnek Kurt lakására, és az erkély falán karmolásnyomokat találnak, majd egy lövést hallanak. A hang irányába indulva, az utca sikátorában találnak egy halott rendőrt, szétmarcangolt testtel.
A fiúk ismét meglátogatják Madisont, és hogy ne essen baja, Sam a lakásán marad. Míg a két fiatal egyre jobban összemelegedik, Dean követi Kurtöt a sztriptízbáron át a házáig, ott azonban a vérfarkas megjelenik, és megöli a férfit. Dean ugyan megsebzi jobb karján a szörnyeteget, az azonban leüti a fiút.
Dean reggel felébred, és azonnal szól öccsének, hogy Madison a gyilkos teremtmény. A fiú először nem hiszi el, ám miután meglátta annak karján a vágást, egy székhez kötözi a lányt. A fivérek megtudják tőle, hogy egy hónapja valaki kirabolta és megharapta az utcán, így elméletük szerint ha a tettest megölik, a vérvonal megszakad, így Madison újra önmaga lesz.
A lány éjszaka azonban ismét átváltozik és kiszabadítva magát Sam életére tör, a fiú azonban bezárja a szekrényben. Ez idő alatt Dean Madison elmondásai alapján rátalál a másik vérfarkasra -aki valójában Madison szomszédja, Glen-, és ezüst töltényekkel teli pisztolyával végez vele.
Madison az ezt követő éjjel nem változik át, és miután egyedül maradt Sammel, az ágyban kötnek ki. Reggel azonban ismét előtör belőle a vérfarkas és elszökik, így újra emberré változása után megkéri a fivéreket: végezzenek vele.
Sam ugyan ellenzi, ám Madison és Dean meggyőzése után saját maga ragad pisztolyt, és könnyes szemekkel megöli a nőt…

## Természetfeletti lények

### Vérfarkas
A vérfarkas valójában egy emberi lény, mely egy korábban kapott vérfarkas általi harapástól minden teliholdkor átváltozik: fogai hegyesebbek lesznek, karmai megnőnek, és fizikai ereje is sokszorosára változik.
Ilyenkor az átváltozott nem ura önmagának, valószínűleg amikor magánál van, akkor sem tudja, milyen vérszomjas szörnyeteg is képes lenni. Eme lény valószínűleg kapcsolatban áll az alakváltókkal, testfelépítésük sokban egyezik.
A vérfarkast csak az étvágya hajtja, áldozatai leginkább emberek, elpusztítani pedig ezüst tárgyakkal, például ezüst lövedékkel lehet.

## Időpontok és helyszínek
- 2007. március 3. vagy április 2. – San Francisco, Kalifornia

## Zenék
- Kip Winger – Smoking Gun
- The Stooges – Down in the Street
- Screaming Trees – Look at You
- Queensrÿche – Silent Lucidity